# アルバロ・サモラ
アルバロ・サモラ（2002年3月9日 - ）はコスタリカのサッカー選手。ポジションはMF。

## 来歴

### クラブ
10歳から15歳をコスタリカで過ごし、その後アメリカ合衆国に渡りオーランド・シティSCのユースに加入する。しかし、まもなく居住地の問題でコスタリカに帰国した。
2020年、CSエレディアーノのユースからムニシパル・グレシアに期限付き移籍した。
2022年、CSウルグアイでのプレーを経てデポルティーボ・サプリサに復帰した。
2023年7月、アリス・テッサロニキに5年契約で移籍した。

### 代表
2022年9月23日の韓国代表との親善試合でA代表デビュー。
2022 FIFAワールドカップの本大会メンバーにも選出された。

## 代表歴

### 出場大会
- コスタリカ代表
  - 2022 FIFAワールドカップ

### 試合数
- 国際Aマッチ 6試合 0得点（2022年-）[6]

| コスタリカ代表 | 国際Aマッチ | 国際Aマッチ |
| 年             | 出場        | 得点        |
| -------------- | ----------- | ----------- |
| 2022           | 4           | 0           |
| 2023           | 2           | 0           |
| 2024           |             |             |
| 通算           | 6           | 0           |